# Secutor

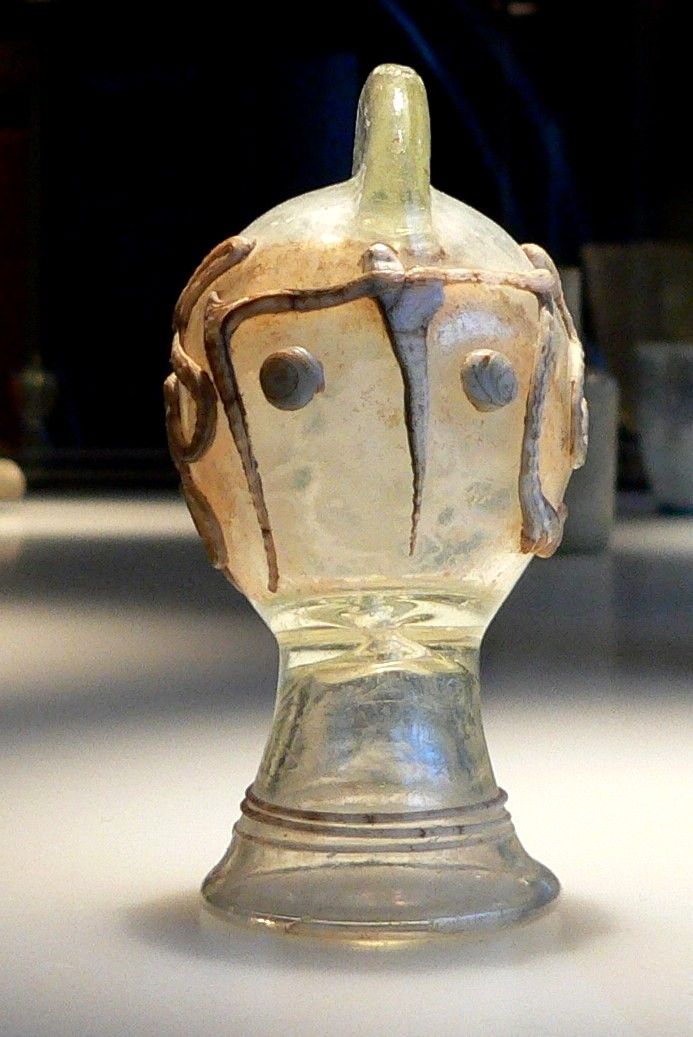
Bottiglia sagomata che riproduce l'elmo del secutor(dal Museo romano-germanico di Colonia)

Il Secutor era una categoria gladiatoria dell'antica Roma. È noto che combattesse, al pari del mirmillone, come opponente del retiarius, poiché le categorie di combattimento erano standardizzate. Dal metodo di combattimento che tipicamente intraprendeva ne deriva anche l'appellativo "inseguitore"; detto anche contraretiarius appunto per via del ruolo che aveva nell'arena.

## Metodo di combattimento
Il metodo di combattimento che si ipotizza potesse avere questo gladiatore consiste nel riuscire ad accorciare le distanze dal retiarius per poterlo colpire con la lama e per impedire all'avversario di sferrare un colpo con il tridente o lanciare la rete che aveva in dotazione; se l'opponente però riusciva a scagliare il tridente il Secutor disponeva di uno scudo per proteggersi. Questa tattica porta il retiarius ad allontanarsi e addirittura scappare poiché il suo equipaggiamento non prevedeva scudi di alcun genere; a questo si deve l'appellativo di Secutor, cioè "inseguitore". Questo metodo di combattimento richiedeva una grande preparazione e un'innata potenza muscolare per sopportare il carico dell'armamento e sostenere lunghi scontri alla rincorsa dell'avversario.

## Equipaggiamento

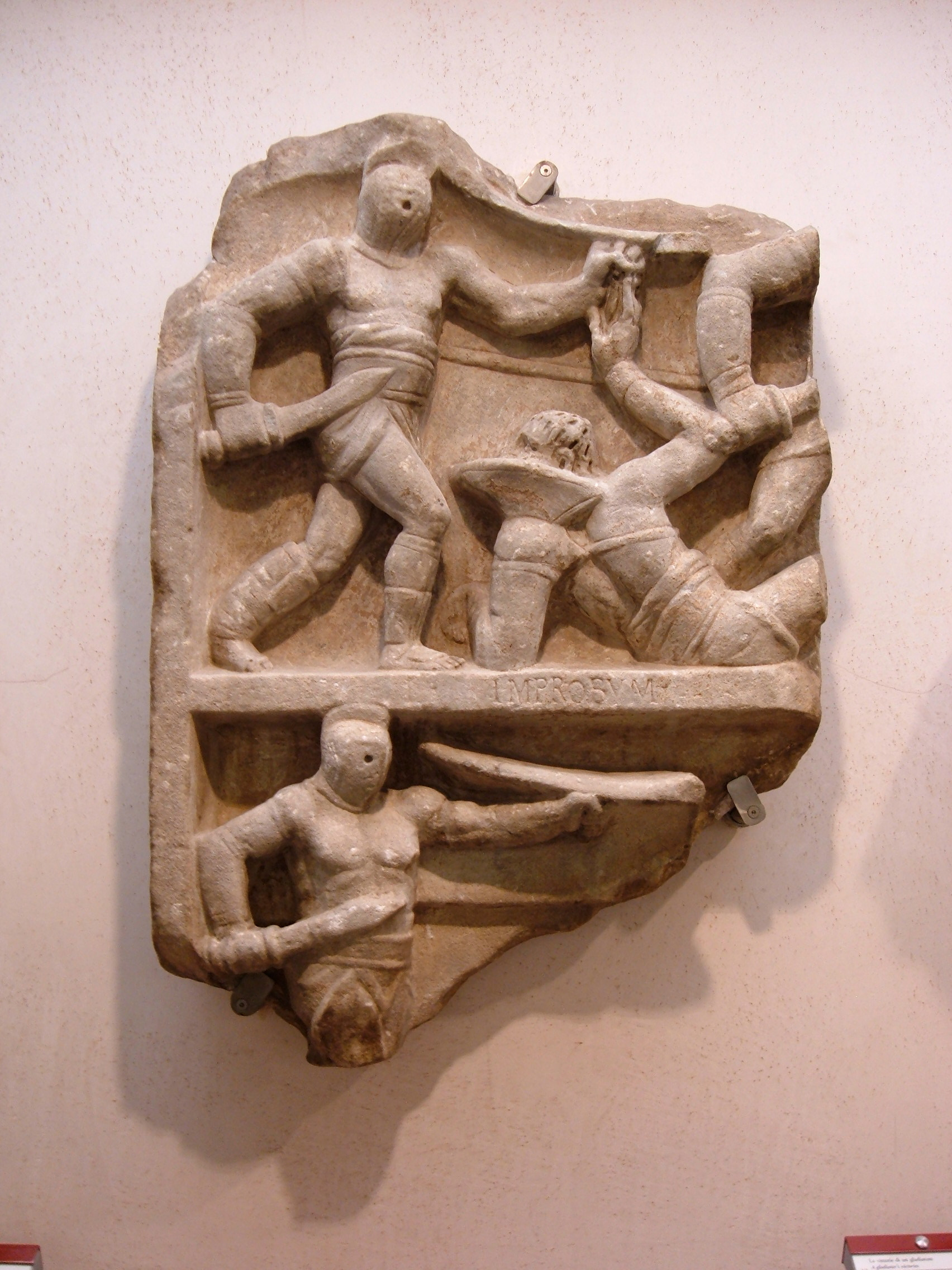
Secutor vs retiarius

L'equipaggiamento tipico di questo gladiatore consisteva in vari componenti. Un elmo di forma tondeggiante con calotta liscia e cresta, anch'essa liscia detto galea, queste galee appunto erano lisce per non concedere appigli alla rete del "reziario". Esso, generalmente costruito in ferro o bronzo, era molto pesante e all'interno presentava imbottiture di cuoio o lana per essere più comodamente indossabile; la visione inoltre era limitata da fori molto piccoli per poter avere una protezione migliore. Uno scudo imponente e concavo che aveva la funzione di proteggere dal ginocchio al viso lasciando appena scoperti i fori per la visuale; lo stesso scudo sulla parte superiore si presentava tondeggiante senza appigli per lo stesso motivo della "galea".
La parte esposta degli arti inferiori era la tibia, preservata da un gambale di metallo reso calzante da una fasciatura in lana che aveva anche la funzione di assorbire i colpi. Una manica solitamente costituita da scaglie/placche metalliche o di cuoio, che comunque limitava leggermente i movimenti era posta sul braccio destro dell'inseguitore ed aiutava ad evitare ferite al braccio esposto durante l'attacco affondando o usando di taglio la lama.
L'arma appunto del secutor consisteva in un piccolo e maneggevole gladio che per le caratteristiche divenne la prediletta dai gladiatori, detto anche sica, che differisce dalla "supina" per l'angolatura della lama che veniva utilizzata dal gladiatore di tipo trace.
La categoria Secutores faceva parte dei Gladiatori sanniti.